# Джульєн Альфред
Джульєн Альфред (англ. Julien Alfred, 10 червня 2001, Сісерон, Кастрі) — сенлюсійська легкоатлетка, яка спеціалізується у спринті — бігу на 100 і 200 метрів. На літніх Олімпійських іграх 2024 року в Парижі Альфред стала олімпійською чемпіонкою в бігу на 100 метрів серед жінок з новим національним рекордом 10,72 секунд у фіналі. На дистанції 200 метрів на Олімпійських іграх 2024 року вона стала срібною медалісткою. У 2024 році спортсменка також виграла чемпіонат світу з легкої атлетики в приміщенні в бігу на 60 метрів.
Джульєн Альфред стала срібним призером на дистанції 100 метрів Ігор Співдружності 2022 року. Альфред є рекордсменом Північної Америки в бігу на 60 метрів у приміщенні. Вона була першою жінкою в історії NCAA, яка подолала семисекундний бар'єр на дистанції 60 метрів. Альфред є триразовим особистим чемпіоном NCAA у дивізіоні I.

## Біографія
Джульєн Альфред народилася в південній частині Кастрі, районі Сісерон. Її батько помер, коли їй було 12 років. Альфред відвідувала загальноосвітню середню школу Леона Гесса на Сент-Люсії (2013—2015 роки) та середню школу Святої Катерини на Ямайці (2015—2018 роки). Пізніше вона здобула ступінь бакалавра з вивчення молоді та громади в Техаському університеті в США, поєднуючи академічні дослідження та заняття легкою атлетикою.
Альфред стала чемпіонкою Центральної Америки та Карибського басейну у віці до 15 років у 2015 році, І того року, а також у 2017 році вона була визнана юніоркою року в Сент-Люсії. Альфред стала чемпіонкою Юнацьких ігор Співдружності на дистанції 100 метрів у 2017 році, коли ігри проходили в Нассау на Багамських островах. Вона також завоювала срібло на Юнацьких Олімпійських іграх 2018 року в Буенос-Айресі в Аргентині, позаду нігерійки Розмарі Чуквуми.

### 2022 рік
У 2022 році Альфред продемонстрував найкращий результат NCAA на дистанції 60 метрів на чемпіонаті NCAA у дивізіоні I в приміщенні, пробігши дистанцію лише за 7,04 с у забігах. Пізніше у віці 21 року вона стала однією з 30 найшвидших жінок. Її результат 10,81 с (+1,7 м/с) у попередніх забігах на 100 м серед жінок на чемпіонаті «Big 12 Conference Championships» у Лаббоку в Техасі 14 травня, став національним рекордом Сент-Люсії та чемпіонату. Унаслідок цього вона стала найшвидшою жінкою на території Організації Східнокарибських держав. На той час лише 6 жінок з карибського регіону бігли швидше, а в регіоні дії Легкоатлетичної асоціації Північної і Центральної Америки та країн Карибського басейну — 17. Того ж місяця вона пробігла без вітру 100 метрів за 10,80 с (+2,2 м/с) на попередньому раунді змагань NCAA — найшвидший час за всю історію цих змагань. На наступний день після свого 21-річчя вона виграла титул чемпіона NCAA дивізіону I на дистанції 100 м за 11,02 с (+0,2 м/с), завершивши дуже успішний студентський сезон у цьому змаганні. Виступаючи за Техаський університет, вона стала першою легкоатлеткою із Сент-Люсії, яка виграла чемпіонат у дивізіоні I, і лише другою спортсменкою з Сент-Люсії загалом після стрибунки у висоту Жанель Шепер. Пізніше в цьому ж році вона виграла на дистанції 100 м на перших Карибських іграх у Лез-Абімі на Гваделупі з часом 11,07 секунди (–0,2 м/с).

### 2023 рік
25 лютого 2023 року Альфред вчетверте побила діючий університетський рекорд, і стала першою жінкою в NCAA, яка коли-небудь пробігла дистанцію 60 метрів менш ніж за 7 секунд із часом 6,97 секунди на чемпіонаті «Big 12 Indoor Championships» у Лаббок в Техасі. Цей час став восьмим за всю історію фісації результатів у цьому виді спорту. Вона також пробігла дистанцію 200 м з другим найшвидшим результатом серед студентів за 22,26 с, поступившись лише Еббі Штайнер, і стала четвертою найшвидшою жінкою всіх часів. 11 березня на чемпіонаті NCAA у дивізіоні I в приміщенні в Альбукерке у штаті Нью-Мексико (на висоті), Альфред покращила обидва рекорди змагань на 60 і 200 м з часом 6,94 с і 22,01 с відповідно, вигравши обидві дисципліни, та вийшовши на друге місце за часом в обох змаганнях за весь час їх проведення. Встановивши «найбільшим одноденний переможний дубль у спринті», вона на дві соті секунди поступилася світовому рекорду Ірини Привалової на дистанції 60 метрів 1993 року, але зрівнялася з північноамериканським рекордом Алеї Гоббс. Дистанцію 200 метрів швидше пробігла лише Мерлін Отті за 21,87 секунд, також у 1993 році. Пізніше спортсменка брала участь у забігу на 100 метрів серед жінок на Меморіалі Іштвана Дюлая, перетнувши фінішну пряму з часом 10,89 секунди, здобувши перемогу над американською спринтеркою Ша'Каррі Річардсон.
Після закінчення 2022—2023 навчального року Альфред і зірка американського футболу Макс Дагган були названі найкращими спортсменами року у конференції «Big 12».
Пройшовши відбір на чемпіонат світу з легкої атлетики 2023 року в Будапешті, Альфред пройшла кваліфікацію до фіналу на 100 метрів і посіла п'яте місце. На чемпіонаті вона також брала участь у бігу на 200 метрів, вийшла у фінал і фінішувала четвертою.

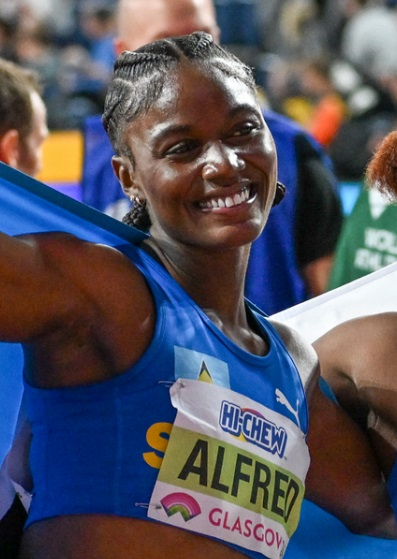
Альфред у 2024 році

### 2024 рік
Джульєн Альфред виграла золото на дистанції 60 метрів серед жінок на чемпіонаті світу з легкої атлетики в приміщенні у Глазго, показавши найкращий час у світі — 6,98 секунди. Це була перша медаль Сент-Люсії на чемпіонаті світу з легкої атлетики у приміщенні.
Альфред фінішувала другою на дистанції 100 м на турнірі «Prefontaine Classic» у Юджині в штаті Орегон за 10,93 секунди. 1 червня 2024 року на змаганнях «Racers Grand Prix» у Кінгстоні на Ямайці вона пробігла з найкращим часом за все життя, та повторила рекорд стадіону на дистанції 100 метрів серед жінок, пробігши її за 10,78 секунди. 12 липня 2024 року Альфред виграла дистанцію 100 метрів з часом 10,85 секунди на змаганнях Діамантової ліги «Геркуліс 2024» у Монако. Альфред встановила новий національний рекорд на дистанції 200 метрів — 21,86 секунди, фінішувавши другою після Габрієль Томас на етапі Діамантової ліги в Лондоні 20 липня.
Джульєн Альфред виграла золото на дистанції 100 метрів серед жінок на Олімпійських іграх у Парижі, встановивши національний рекорд у 10,72 секунди, що принесло Сент-Люсії першу олімпійську медаль в історії. Вона також отримала срібну медаль на дистанції 200 метрів, фінішувавши після Габрієль Томас.